# Бунушевац
Бунушевац (на сръбски: Бунушевац или Bunuševac), стари форми Бонушевци, Бунушевци, е бивше село, днес квартал на град Враня, Пчински окръг, Югоизточна Сърбия.
Разположен е в областта Поморавие, на 438 m надморска височина. В квартала живеята около 120 семейства (2005).

## Личности
Родени в Бунушевац
- Стоян Костов (1832 – 1897), български просветен и църковен деец